# Michel Kiener
Michel Kiener (Genève, ca. 1950) is een Zwitsers klavecimbelspeler en pianist.

## Levensloop
Kiener leerde piano bij Louis Hiltbrand (1972) en klavecimbel bij Isabelle Nef (1975) in het Conservatorium van Genève en hij won er voor allebei de prijs voor virtuositeit. Hij deed verdere studies bij Anneke Uittenbosch en Gustav Leonhardt in Amsterdam. 
In 1977 nam hij deel aan de internationale klavecimbelwedstrijd in het kader van het Festival Musica Antiqua in Brugge en won de vierde prijs. Hij was ook laureaat in het internationaal concours in Genève.
Sinds 1977 doceert Michel Kiener aan het Conservatorium van Genève, parallel met een carrière van concertant. Hij gaf talrijke concerten in Europa, Latijns-Amerika en Azië. Met zijn achtergrond als pianist en klavecinist werd hij weldra bekoord door de pianoforte en het klavichord voor het uitvoeren van de 18de- en 19de-eeuwse repertoires. Hij speelt op een klavecimbel dat in 1978 gemaakt werd door William Dowd in Parijs, naar het model van een instrument van N. Blanchet uit 1730. Hij heeft hierop de Goldbergvariaties uitgevoerd met de typische stemming die Bach prefereerde.
Als groot liefhebber van kamermuziek heeft hij met veel eminente artiesten gemusiceerd. Te vernoemen zijn: Pierre Fournier, Christophe Coin, Roel Dieltiens, Christine Busch, Jaap Schröder, Erich Höbarth, Sigiswald Kuijken, Ryo Terakado, Raphael Oleg, Gustav Leonhardt, Pierre Hantaï, Jan De Winne, Alexei Ogrintchouk, Sergio Azzolini. Hij heeft ook zangers begeleid, onder wie Marta Almajano, Jennifer Smith, Guillemette Laurens, François Le Roux. Hij speelde ook met het Kuijken Kwartet en met het Quatuor Mosaïques. 
Als solist trad hij op met ensembles zoals Il Giardino Armonico, Il Gardellino, de Moscou Soloists, en met orkesten zoals  het Orchestre de la Suisse Romande, Gulbenkian Endowment, het Münchener Kammerorchester en het Württemberg Chamber Orchestra.